# Championnat d'Israël de football 1987-1988
Navigation
Championnat d'Israël 1986-1987 Championnat d'Israël 1988-1989
Le Championnat d'Israël de football 1987-1988 est la 36e édition de ce championnat.

## Saison régulière
inconnu

## 2etour[1]

### Tour des champions
| Rang | Équipe                 | Pts | J  | G  | N  | P  | Bp | Bc | Diff |
| ---- | ---------------------- | --- | -- | -- | -- | -- | -- | -- | ---- |
| 1    | Hapoël Tel-Aviv        | 66  | 33 | 19 | 9  | 5  | 43 | 23 | +20  |
| 2    | Maccabi Netanya        | 60  | 33 | 16 | 12 | 5  | 56 | 35 | +21  |
| 3    | Hapoël Beer-Sheva      | 52  | 33 | 13 | 13 | 7  | 33 | 22 | +11  |
| 4    | Shimshon Tel-Aviv      | 50  | 33 | 13 | 11 | 9  | 35 | 33 | +2   |
| 5    | Hapoël Petah-Tikvah    | 46  | 33 | 12 | 10 | 11 | 47 | 41 | +6   |
| 6    | Hapoël Kfar Sabah      | 45  | 33 | 11 | 12 | 10 | 33 | 31 | +2   |
| 7    | Beitar Tel-Aviv        | 40  | 33 | 9  | 13 | 11 | 38 | 40 | -2   |
| 8    | Hapoël Tsafririm Holon | 40  | 33 | 9  | 13 | 11 | 32 | 34 | -2   |

|  | Champion |

### Tour des relégués
| Rang | Équipe               | Pts | J  | G  | N  | P  | Bp | Bc | Diff |
| ---- | -------------------- | --- | -- | -- | -- | -- | -- | -- | ---- |
| 9    | Maccabi Haïfa        | 47  | 31 | 13 | 8  | 10 | 56 | 33 | +23  |
| 10   | Bnei Yehoudah        | 44  | 31 | 11 | 11 | 9  | 28 | 23 | +5   |
| 11   | Betar Jérusalem      | 39  | 31 | 10 | 9  | 12 | 38 | 42 | -4   |
| 12   | Maccabi Tel-Aviv     | 36  | 31 | 8  | 12 | 11 | 43 | 43 | 0    |
| 13   | Hapoël Lod           | 18  | 31 | 3  | 9  | 19 | 17 | 69 | -52  |
| 14   | Maccabi Petah-Tikvah | 17  | 31 | 3  | 8  | 20 | 19 | 49 | -30  |

|  | Relégué |

## Bilan de la saison
| Tableau d'Honneur                |                  |
| Compétition                      | Vainqueur        |
| Championnat d'Israël de football | Hapoël Tel-Aviv  |
| Coupe d'Israël de football       | Maccabi Tel-Aviv |

| Promotions et relégations |                                     |
| Relégués en Liga Leumit   | Hapoël Lod Maccabi Petah-Tikvah     |
| Promus en Ligat ha'Al     | Hapoël Tiberias Hapoël Jérusalem FC |